# Erbessa mimica
Erbessa mimica là một loài bướm đêm thuộc họ Notodontidae. Nó được tìm thấy ở Nam Mỹ, bao gồm Bolivia.
Nó bắt chước Josia oribia theo bắt chước kiểu Müller.